# Куп шест нација 2019.
Куп шест нација 2019. (службени назив: 2019 Six Nations Championship) је било 125. издање овог најважнијег европског такмичења за репрезентације у рагбију 15. Спонзор турнира је било ирско "Гинис" пиво. Титулу шампиона Старог Континента у рагбију 15 је освојила селекција Велса. Репрезентативци Велса су апсолутно заслужено освојили и Гренд слем, пошто су победили све противнике. Змајеве су током целог турнира красили чврста одбрана и дух заједништва. Велшки народ се радовао 27. титули првака Европе у рагбију 15. Италија је изгубила све утакмице, Шкотска и Француска су разочарале, док су Енглези и Ирци играли променљиво. Најбољи рагбиста турнира био је искусни скакач Велса, Алан Вин Џонс, док је најбољи поентер турнира био отварач Енглеске Овен Фарел.

## Учесници
Напомена:
Северна Ирска и Република Ирска наступају заједно.
|   | Селекција                      | Химна                   | Стадион                             | Селектор        | Капитен        |
| - | ------------------------------ | ----------------------- | ----------------------------------- | --------------- | -------------- |
| 1 | Рагби репрезентација Италије   | Италијанска браћа       | Стадион Олимпико, Рим (73 261)      | Конор О'шеј     | Серђо Парисе   |
| 2 | Рагби репрезентација Француске | Марсељеза               | Стад де Франс, Париз (81 338)       | Жак Брунел      | Жулијен Жирадо |
| 3 | Рагби репрезентација Енглеске  | Боже чувај Краљицу      | Стадион Твикенам, Лондон (82 000)   | Еди Џоунс       | Овен Фарел     |
| 4 | Рагби репрезентација Шкотске   | Цвеће Шкотске           | Стадион Марифилд, Единбург (67 144) | Грегор Таунсенд | Грег Леидлов   |
| 5 | Рагби репрезентација Велса     | Стара земљо мојих отаца | Стадион Миленијум, Кардиф (74 500)  | Ворен Гатланд   | Алан Вин Џонс  |
| 6 | Рагби репрезентација Ирске     | Позив Ирске             | Стадион Авива, Даблин (51 700)      | Џо Шмит         | Рори Бест      |

## Судије
- Џеко Пејпер, Јужноафричка Република
- Ник Бери, Аустралија
- Агнус Гарднер, Аустралија
- Глен Џексон, Нови Зеланд
- Бен Окифи, Нови Зеланд
- Пол Вилијамс, Нови Зеланд
- Метју Рејнел, Француска
- Ромејн Појт, Француска
- Паскал Газере, Француска
- Џероми Гарси, Француска
- Најџел Овенс, Велс
- Лука Пирс, Енглеска
- Метју Карли, Енглеска
- Вејн Барнс, Енглеска

## Систем бодовања
- 4 бода за победу.
- 2 бода за нерешено.
- 1 бонус бод за 4 или више постигнутих есеја на утакмици.
- 1 бонус бод за пораз мањи од 8 поена разлике.
- 3 бонус бода за освојени Гренд слем

## Састави репрезентација
Енглеска 
'Скрам'
- Лук Кован Дики, Ексетер
- Џејми Џорџ, Сарасенси
- Џек Синглтон, Вустер вориорс
- Лујис Бојс, Харлеквинс
- Ден Кол, Лестер тајгерси
- Елис Џенџ, Лестер тајгерси
- Бен Мун, Ексетер
- Кајл Синклер, Харлеквинс
- Мако Вунипола, Сарасенси
- Хери Вилијамс, Ексетер
- Маро Итоже, Сарасенси
- Џорџ Крус, Сарасенси
- Џо Лончбери, Воспс
- Кортни Ловс, Нортхемптон Сеинтс
- Том Кари, Сејл шаркс
- Џек Клифорд, Харлеквинс
- Бен Ирл, Сарасенси
- Нејтан Хјус, Воспс
- Бред Шилдс, Воспс
- Били Вунипола, Сарасенси
- Марк Вилсон, Њукасл Фалконс

'Бекови'
- Ден Робсон, Воспс
- Бен Јангс, Лестер тајгерси
- Џорџ Форд, Лестер тајгерси
- Олио Девето, Ексетер
- Маркус Смит, Харлеквинс
- Овен Фарел, капитен, Сарасенси
- Хенри Слејд, Ексетер
- Бен Тео, Вустер вориорс
- Ману Туилаги, Лестер тајгерси
- Џек Ноуел, Ексетер
- Џони Меј, Лестер тајгерси
- Крис Ештон, Сејл шаркс
- Џо Чокасанига, Бат рагби
- Елиот Дејли, Воспс
- Оли Торли, Глостер рагби

Француска 
'Скрам'
- Пјер Бургарит, Ла Рошел
- Жилем Жирадо, капитен, Тулон,
- Жулијен Марчанд, Стад Тулуз
- Доријан Алдежери, Стад Тулуз
- Ујини Атонио, Ла Рошел
- Демба Бамба, Брив
- Џеферсон Појро, Бордо бегл
- Дени Присо, Ла Рошел
- Артур Итурија, Клермон Оверња
- Феликс Лемби, Лион
- Себастијан Вахамахина, Клермон Оверња
- Пол Вилемс, Монпеље рагби
- Грегори Алдрит, Ла Рошел
- Јакуба Камара, Монпеље рагби
- Венсела Лоре, Расинг 92
- Бернард Ле Ру, Расинг 92
- Лујис Монпеље, Монпеље рагби

'Бекови'
- Ентони Дупон, Стад Тулуз
- Баптист Серин, Бордо бегл
- Морган Пара, Клермон Оверња
- Ентони Бели, Тулон
- Камиле Лопез, Клермон Оверња
- Ромејн Нтамак, Стад Тулуз
- Матје Бастаро, Тулон
- Џофри Думајру, Ла Рошел
- Гаел Фику, Стад Франс
- Весли Фофана, Клермон Оверња
- Демијан Пено, Клермон Оверња
- Јоан Уже, Стад Тулуз
- Максим Медард, Стад Тулуз
- Томас Рамос, Стад Тулуз

Италија 
'Скрам'
- Лука Биђи, Бенетон
- Шериф Траоре, Бенетон
- Леонардо Гиралдини, Стад Тулуз
- Симоне Ферари, Бенетон
- Андреа Ловоти, Зебре
- Тизијано Пасквали, Бенетон
- Ђису Зилоћи, Зебре
- Федерико Руза, Бенетон
- Ден Бад, Бенетон
- Дејв Сиси, Зебре
- Алесандро Зани, Бенетон
- Марко Барбини, Бенетон
- Максимо Мбанда, Зебре
- Себастијан Негри, Бенетон
- Серђо Парисе, капитен, Стад Франс
- Брем Стејн, Бенетон
- Џими Туивати, Зебре

'Бекови'
- Жиљемо Палазани, Зебре
- Тито Тебалди, Бенетон
- Томасо Алан, Бенетон
- Карла Кана, Зебре
- Ијан Макинли, Бенетон
- Томазо Бенвенути, Бенетон
- Мићеле Кампањаро, Воспс
- Лука Мориси, Бенетон
- Анђело Еспосито, Бенетон
- Ђулијо Бисењи, Зебре
- Томазо Кастели, Зебре
- Лука Сперандио, Бенетон
- Џејден Хаувард, Бенетон
- Едуардо Падовани, Зебре

Велс 
'Скрам'
- Елиот Ди, Дрегонси
- Рајан Елијас, Скарлетси
- Кен Овенс, Скарлетси
- Роб Еванс, Скарлетси
- Лион Браун, Дрегонси
- Томас Френсис, Ексетер Чифс
- Вин Џонс, Скарлетси
- Семсон Ли, Скарлетси
- Дилон Лујис, Кардиф блузси
- Ники Смит, Оспрејси
- Џејк Бол, Скарлетси
- Адам Бирд, Оспрејси
- Себ Дејвис, Кардиф блузси
- Кори Хил, Дрегонси
- Алан Вин Џонс, капитен, Оспрејси
- Рос Мориарти, Дрегонси
- Џош Навиди, Кардиф блузси
- Јустин Типурић, Оспрејси
- Џош Турнбул, Кардиф блузси
- Ерон Вејврајт, Дрегонси
- Томас Јанг, Воспс

'Бекови'
- Алед Дејвис, Оспрејси
- Герет Дејвис, Скарлетси
- Томос Вилијамс, Кардиф блузси
- Герет Енскомб, Кардиф блузси
- Ден Бигар, Нортхемптон Сеинтс
- Џерод Еванс, Кардиф блузси
- Рис Печел, Скарлетси
- Џонатан Дејвис (рагбиста), Скарлетси
- Хејдли Паркс, Скарлетси
- Овен Воткин, Оспрејси
- Скот Вилијамс (рагби играч), Оспрејси
- Џош Адамс, Вустер вориорс
- Халам Амос, Дрегонси
- Џона Холмс, Лестер тајгерси
- Стефан Еванс, Скарлетси
- Џорџ Норт, Оспрејси
- Ли Халфпени, Скарлетси
- Лијам Вилијамс, Сараценс

Ирска  
'Скрам'
- Рори Бест, капитен, Алстер рагби
- Шон Кронин, Ленстер рагби
- Нијал Скенел, Манстер рагби
- Тед Фурлонг, Ленстер рагби
- Кијан Хили, Ленстер рагби
- Дејвид Килкојн, Манстер рагби
- Џек Мекгрет, Ленстер рагби
- Ендру Портер, Ленстер рагби
- Џон Рајан, Манстер рагби
- Ијан Хендерсон, Алстер рагби
- Алтан Дилан, Конот рагби
- Џејмс Рајан, Ленстер рагби
- Девин Тонер, Ленстер рагби
- Џек Конан, Ленстер рагби
- Џорди Марфи, Алстер рагби
- Шон О’Брајан, Ленстер рагби
- Питер О’Махони, Манстер рагби
- КЏ Стендер, Манстер рагби
- Џош ван дел Флајер, Ленстер рагби

'Бекови'
- Колин Блејд, Конот рагби
- Џон Кони, Алстер рагби
- Конор Мареј, Манстер рагби
- Џо Кербери, Манстер рагби
- Џек Карти, Конот рагби
- Џони Секстон, Ленстер рагби
- Вил Адисон, Алстер рагби
- Банди Аки, Конот рагби
- Крис Ферел, Манстер рагби
- Том Ферел, Конот рагби
- Роби Хеншо, Ленстер рагби
- Гери Рингрос, Ленстер рагби
- Ендру Конвеј, Манстер рагби
- Кит Ирлс, Манстер рагби
- Џејкоб Стокдејл, Алстер рагби
- Роб Керниј, Ленстер рагби
- Џордан Лермур, Ленстер рагби

Шкотска 
'Скрам'
- Дејвид Чери, Единбург рагби
- Џејк Кер, Лестер тајгерси
- Стјуарт Макинли, Единбург рагби
- Грент Стјуарт, Глазгов вориорси
- Алекс Алан, Глазгов вориорси
- Симон Берген, Единбург рагби
- Џејми Бати, Глазгов вориорси
- Ален Дел, Единбург рагби
- ВП Нел, Единбург рагби
- Ри Дарси, Глазгов вориорси
- Грент Гилкрајст, Единбург рагби
- Џони Греј, Глазгов вориорси
- Сем Скинер, Ексетер Чифс
- Тим Свинсон, Глазгов вориорси
- Бен Толс, Единбург рагби
- Адам Еш, Глазгов вориорси
- Гери Грејем, Њукасл фалконси
- Џон Харди, Њукасл фалконси
- Џејми Ричи, Единбург рагби
- Џош Штраус, Сејл шаркс
- Хемиш Вотсон, Единбург рагби
- Рајан Вилсон, Глазгов вориорси

'Бекови'
- Џорџ Хорн, Глазгов вориорси
- Грег Леидлов, Клермон Оверња
- Али Прајс, Глазгов вориорси
- Адам Хејстингс, Глазгов вориорси
- Фин Расел, Расинг 92
- Крис Дин, Единбург рагби
- Ник Григ, Глазгов вориорси
- Крис Херис, Њукасл фалконси
- Питер Хорн, Глазгов вориорси
- Сем Џонсон, Глазгов вориорси
- Хју Џонс, Глазгов вориорси
- Дерси Грејем, Единбург рагби
- Ли Џонс, Глазгов вориорси
- Шон Мејтленд, Сарасенси
- Томи Симор, Глазгов вориорси
- Стјуарт Хог, Глазгов вориорси
- Блер Кингхорн, Единбург рагби

## Резултати

### Прво коло
Француска - Велс 19-24
- Играч утакмице: Џорџ Норт, Велс
- Стадион: Стад де Франс, Париз
- Гледалаца: 60 000
- Главни судија, Вејн Барнс, Енглеска
- Линијски судија, Ендру Брејс, Ирска
- Линијски судија, Брендон Пикерил, Нови Зеланд
- Телевизијски судија, Роан Кит, Енглеска

Поени за Француску:
- Луис Пикамолес есеј
- Јоан Уже есеј
- Камиле Лопез 2 казне, Дроп гол

Поени за Велс:
- Томас Вилијамс есеј
- Џорџ Норт 2 есеја
- Ден Бигар претварање, казна
- Герет Енскомб 2 претварања

Шкотска - Италија 33-20
- Играч утакмице: Блер Кингхорн, Шкотска
- Стадион: Стадион Марифилд, Единбург
- Гледалаца: 67 144
- Главни судија, Лук Пирс, Енглеска
- Линијски судија, Метју Рејнал, Француска
- Линијски судија, Шуји Кубо, Јапан
- Телевизијски судија, Симон Мекдовел, Ирска

Поени за Шкотску:
- Блер Кингхорн 3 есеја
- Стјуарт Хог есеј
- Крис Херис есеј
- Грег Леидлов 3 претварања
- Фин Расел претварање

Поени за Италију:
- Жиљемо Палацани есеј
- Едуардо Падовани есеј
- Анђело Еспосито есеј
- Томасо Алан претварање, казна

Ирска - Енглеска 20-32
- Играч утакмице: Мако Вунипола, Енглеска
- Стадион: Стадион Авива, Даблин
- Гледалаца: 51 700
- Главни судија, Жереми Гарси, Француска
- Линијски судија, Ромејн Појт, Француска
- Линијски судија, Алехандре Рујз, Француска
- Телевизијски судија, Глен Њуман, Нови Зеланд

Поени за Ирску:
- Кијан Хили есеј
- Џон Кони есеј
- Џони Секстон 2 претварања, 2 казне

Поени за Енглеску:
- Џони Меј есеј
- Елиот Дејли есеј
- Хенри Слејд 2 есеја
- Овен Фарел 3 претварања, 2 казне

### Друго коло
Шкотска - Ирска 13-22
- Играч утакмице: Питер Омахони, Ирска
- Стадион: Стадион Марифилд, Единбург
- Гледалаца: 67 144
- Главни судија, Ромејн Појт, Француска
- Линијски судија, Паскал Гезер, Француска
- Линијски судија, Алехандре Рујз, Француска
- Телевизијски судија, Рован Кит, Енглеска

Поени за Шкотску:
- Сем Џонсон есеј
- Грег Леидлов претварање, 2 казне

Поени за Ирску:
- Конор Мареј есеј, претварања, казна
- Џејкоб Стокдејл есеј
- Кит Ирлс есеј
- Џо Карбери претварања

Италија - Велс 15-26
- Играч утакмице: Џош Навиди, Велс
- Стадион: Стадион Олимпико, Рим
- Гледалаца: 38 700
- Главни судија, Метју Рејнел, Француска
- Линијски судија, Вејн Барнс, Енглеска
- Линијски судија, Шухи Кубо, Јапан
- Телевизијски судија, Дејвид Грешоф, Енглеска

Поени за Италију:
- Брем Стејн есеј
- Едуардо Падовани есеј
- Томасо Алан претварање, казна

Поени за Велс:
- Џош Адамс есеј
- Овен Воткин есеј
- Ден Бигар претварања, 4 казне
- Герет Енскомб претварања

Енглеска - Француска 44-8
- Играч утакмице: Џони Меј, Енглеска
- Стадион: Стадион Твикенам, Лондон
- Гледалаца: 82 000
- Главни судија, Најџел Овенс, Велс
- Линијски судија, Ендру Брејс, Ирска
- Линијски судија, Брендон Пикерил, Нови Зеланд
- Телевизијски судија, Глен Њуман, Нови Зеланд

Поени за Енглеску:
- Џони Меј 3 есеја
- Хенри Слејд есеј
- Овен Фарел есеј, 2 казне, 3 претварања
- Казнени есеј

Поени за Француска:
- Демијан Пену есеј
- Морган Пара казне

### Треће коло
Француска - Шкотска 27-10
- Играч утакмице: Демба Бамба, Француска
- Стадион: Стад де Франс, Париз
- Гледалаца: 80 000
- Главни судија, Ник Бери, Аустралија
- Линијски судија, Најџел Овенс, Велс
- Линијски судија, Ендру Брејс, Ирска
- Телевизијски судија, Рован Кит, Енглеска

Поени за Француску:
- Ромејн Нтамак есеј
- Јоан Уже есеј
- Грегори Алдрат есеј
- Томас Рамос претварање, казна
- Баптист Серин претварање

Поени за Шкотску:
- Али Прајс есеј
- Адам Хејстинс претварање
- Грег Леидлов казна

Велс - Енглеска 27-13
- Играч утакмице: Лијам Вилијамс, Велс
- Стадион: Стадион Миленијум, Кардиф
- Гледалаца: 74 000
- Главни судија, Џеко Пејпер, Јужноафричка Република
- Линијски судија, Жереми Гарсиа, Француска
- Линијски судија, Алехандре Рујз, Француска
- Телевизијски судија, Симон Мекдовел, Ирска

Поени за Велс:
- Кори Хил есеј
- Џош Адамс есеј
- Ден Бигар претварање
- Герет Енскомб 3 казне

Поени за Енглеску:
- Том Кари есеј
- Овен Фарел 2 казне, претварање

Италија - Ирска 16-26
- Играч утакмице: Питер Омахони, Ирска
- Стадион: Стадион Олимпико, Рим
- Гледалаца: 49 720
- Главни судија, Глен Џексон, Нови Зеланд
- Линијски судија, Вејн Барнс, Енглеска
- Линијски судија, Карл Диксон, Енглеска
- Телевизијски судија, Грејем Хјус, Енглеска

Поени за Италију:
- Едуардо Падовани есеј
- Лука Мориси есеј
- Томасо Алан 2 претварања

Поени за Ирску:
- Квин Ру есеј
- Џејкоб Стокдејл есеј
- Кит Ирлс есеј
- Конор Мареј есеј
- Џони Секстон 2 казне, претварање

### Четврто коло
Шкотска - Велс 11-18
- Играч утакмице: Хејдли Паркс, Велс
- Стадион: Стадион Марифилд, Единбург
- Гледалаца: 67 144
- Главни судија, Паскал Газер, Француска
- Линијски судија, Лук Пирс, Енглеска
- Линијски судија, Федерико Анселми, Аргентина
- Телевизијски судија, Маријус Жонкер, Јужна Африка

Поени за Шкотску:
- Дарси Грејем есеј
- Фин Расел 2 казне

Поени за Велс:
- Џош Адамс есеј
- Џонатан Дејвис есеј
- Герет Енскомб претварање, 2 казне

Енглеска - Италија 57-14
- Играч утакмице: Џо Чоканасига, Енглеска
- Стадион: Стадион Твикенам, Лондон
- Гледалаца: 82 000
- Главни судија, Ник Бери, Аустралија
- Линијски судија, Пол Вилијамс, Нови Зеланд
- Линијски судија, Ендру Брејс, Ирска
- Телевизијски судија, Симон Мекдовел, Ирска

Поени за Енглеску:
- Џејми Џорџ есеј
- Џони Меј есеј
- Ману Туилаги 2 есеја
- Бред Шилдс 2 есеја
- Џорџ Крус есеј
- Ден Робсон есеј
- Овен Фарел 4 претварања, казна
- Џорџ Форд 3 претварања

Поени за Италију:
- Томасо Алан есеј, 2 претварања
- Лука Мориси есеј

Ирска - Француска 26-14
- Играч утакмице: Џејмс Рајан, Ирска
- Стадион: Стадион Авива, Даблин
- Гледалаца: 51 000
- Главни судија, Бен Окиф, Нови Зеланд
- Линијски судија, Ангус Гарднер, Аустралија
- Линијски судија, Карл Диксон, Енглеска
- Телевизијски судија, Бен Скин, Нови Зеланд

Поени за Ирску:
- Рори Бест есеј
- Џони Секстон есеј, 3 претварања
- Џек Конан есеј
- Кит Ирлс есеј

Поени за Француску:
- Јоан Уже есеј
- Камил Чет есеј
- Баптист Серин претварања

### Пето коло
Италија - Француска 14-25
- Играч утакмице: Серђо Парисе, Италија
- Стадион: Стадион Олимпико, Рим
- Гледалаца: 48 820
- Главни судија, Метју Карли, Енглеска
- Линијски судија, Најџел Овенс, Велс
- Линијски судија, Ендру Брејс, Ирска
- Телевизијски судија, Грејем Хјус, Енглеска

Поени за Италију:
- Тито Тебалди есеј
- Томасо Алан 3 казне

Поени за Француску:
- Ентон Дупонт есеј
- Јоан Уже есеј
- Демијан Пенод есеј
- Ромејн Нтамак 2 претварање, дроп гол, казне

Велс - Ирска 25-7
- Играч утакмице: Герет Енскомб, Велс
- Стадион: Стадион Миленијум, Кардиф
- Гледалаца: 73 000
- Главни судија, Аангус Гарднер, Аустралија
- Линијски судија, Бен Окифи, Нови Зеланд
- Линијски судија, Карл Диксон, Енглеска
- Телевизијски судија, Маријус Жонкер, Јужна Африка

Поени за Велс:
- Хејдли Паркс есеј
- Герет Енскомб 6 казни, претварања

Поени за Ирску:
- Џордан Лемур есеј
- Џек Карти претварање

Енглеска - Шкотска 38-38
- Играч утакмице: Фин Расел, Шкотска
- Стадион: Стадион Твикенам, Лондон
- Гледалаца: 82 000
- Главни судија, Пол Вилијамс, Нови Зеланд
- Линијски судија, Жероме Гарси, Француска
- Линијски судија, Федерико Анселми, Аргентина
- Телевизијски судија, Бен Скин, Нови Зеланд

Поени за Енглеску:
- Џек Ноуел есеј
- Том Кари есеј
- Џо Ланчбери есеј
- Џони Меј есеј
- Џорџ Форд есеј, претварање
- Овен Фарел 4 претварања, казна

Поени за Шкотску:
- Стјуарт Макинли есеј
- Дарси Грејем 2 есеја
- Магнус Бредбери есеј
- Фин Расел есеј, 2 претварања
- Сем Џонсон есеј
- Грег Леидлов 2 претварања

## Табела
|   | Селекција                      | ИГ | Д | Н | И | ПД  | ПП  | ПР  | ББ | Б  |  |
| - | ------------------------------ | -- | - | - | - | --- | --- | --- | -- | -- |  |
| 1 | Рагби репрезентација Велса     | 5  | 5 | 0 | 0 | 114 | 65  | +49 | 3  | 23 |  |
| 2 | Рагби репрезентација Енглеске  | 5  | 3 | 1 | 1 | 184 | 101 | +83 | 4  | 18 |  |
| 3 | Рагби репрезентација Ирске     | 5  | 3 | 0 | 2 | 101 | 100 | +1  | 2  | 14 |  |
| 4 | Рагби репрезентација Француске | 5  | 2 | 0 | 3 | 93  | 118 | -25 | 2  | 10 |  |
| 5 | Рагби репрезентација Шкотске   | 5  | 1 | 1 | 3 | 105 | 125 | -20 | 3  | 9  |  |
| 6 | Рагби репрезентација Италије   | 5  | 0 | 0 | 5 | 79  | 167 | -88 | 0  | 0  |  |

| Победник Купа шест нација 2019.                                     |
| ------------------------------------------------------------------- |
| Рагби 15 репрезентација Велса 27. титула првака Европе у рагбију 15 |

## Статистика

### Статистика играча
Највише поена
- Овен Фарел 49, Енглеска[5]
- Герет Енскомб 43, Велс
- Томасо Алан 34, Италија
- Џони Меј 30, Енглеска
- Џони Секстон 23, Ирска
- Ден Бигар 21, Велс
- Грег Леидлов 21, Шкотска
- Јоан Уже 20, Француска
- Фин Расел 17, Шкотска
- Конор Мареј 16, Ирска

Највише есеја
- Џони Меј 6, Енглеска
- Јоан Уже 4, Француска
- Џош Адамс 3, Велс
- Кит Ерлс 3, Ирска
- Дарси Грејам 3, Шкотска
- Блер Кингхорн 3, Шкотска
- Едоардо Падовани 3, Италија
- Хенри Слејд 3, Енглеска
- Грегори Алдрит 2, Француска
- Том Кари 2, Енглеска
- Сем Џонсон 2, Шкотска
- Лука Мориси 2, Италија
- Конор Мареј 2, Ирска
- Џорџ Норт 2, Велс
- Демијен Пенод 2, Француска
- Бред Шилдс 2, Енглеска
- Џејкоб Стокдејл 2, Ирска
- Ману Туилаги 2, Енглеска

Највише асистенција
- Фин Расел 4, Шкотска
- Конор Мареј 3, Ирска
- Томасо Алан 3, Италија
- Елиот Дејли 3, Енглеска
- Герет Енскомб 3, Велс

Највише додавања
- Конор Мареј 443, Ирска
- Бен Јангс 362, Енглеска
- Грег Леидлов 310, Шкотска
- Тито Тебалди 279, Италија
- Герет Дејвис 222, Велс

Највише продора
- Били Вунипола 71, Енглеска
- Џејмс Рајан 63, Ирска
- Брем Стејн 60, Италија
- Луис Пикамолес 56, Француска
- Џејден Хејвард 54, Италија

Највише освојених метара
- Џејкоб Стокдејл 395, Ирска
- Џејден Хејверд 373, Италија
- Блер Кингхорн 323, Шкотска
- Џони Меј 284, Енглеска
- Демијан Пенод 279, Француска

Највише обарања
- Том Кари 86, Енглеска
- Џош Навиди 83, Велс
- Џејми Џорџ 78, Енглеска
- Марк Вилсон 78, Енглеска
- Алан Дел 76, Шкотска

Највише украдених лопти
- Метју Бастаро 7, Француска
- Ентон Дупонт 6, Француска
- Питер Омахони 6, Ирска
- Том Кари 5, Енглеска
- Џорџ Норт 5, Велс

### Статистика репрезентација
Жути картони
- Француска 4
- Шкотска 1
- Енглеска 1

Направљене казне
- Француска 47
- Шкотска 45
- Италија 41
- Велс 41
- Ирска 37
- Енглеска 29

Успешно изведен аут
- Ирска 68
- Шкотска 56
- Италија 55
- Енглеска 49
- Француска 46
- Велс 38

Обарања
- Енглеска 908
- Шкотска 874
- Велс 837
- Француска 816
- Италија 760
- Ирска 631